# 伊藤三巳華
伊藤 三巳華（いとう みみか、1977年 - ）は、日本の漫画家。東京都出身。女性。

## 来歴・人物
1999年（平成11年）、フジテレビ系列のテレビ番組「トロイの木馬」のワンコーナーにキヨリンの愛称で参加し、コミックボンボン1999年11月号に「たたかえ！ミノルくん！」が掲載される。その縁により講談社で浪川きよ子名義で 2000年（平成12年）デビュー。2002年（平成14年）、Vanillaに浪川基予子名義でギャグ漫画を連載。2004年（平成16年）、ペンネームを伊藤三巳華に変え、怪談実話漫画を連載。また、外山あいのペンネームで、集英社・別冊マーガレットにて読み切りを掲載。2011年（平成23年）、スリランカ人の男性と結婚。

## 作品リスト
- メアリー先生（『Vanilla』） ※浪川 基予子名義
- 視えるんです。 - （メディアファクトリー→朝日新聞出版、既刊8巻（2022年3月現在））
  - もっともっと 視えるんです。 - （KADOKAWA　全1巻、2013年8月9日）
- スピ☆散歩 ぶらりパワスポ霊感旅 - （朝日新聞出版、既刊6巻（2018年3月現在））
- 濡れそぼつ黒髪 - （朝日新聞出版）
- 怪眼 - （朝日新聞出版）
- 禁煙はじめました - （メディアファクトリー）
- クレイジー☆ピタゴラス -（『別冊マーガレット』） ※外山 あい名義
- スピ☆ヲタ子ちゃん（『ヤングマガジンサード』、既刊3巻（2019年1月現在））
- 伊藤三巳華の憑々草 - （メディアファクトリー）
- HONKOWA - （朝日新聞社）
- 『新生活様式』に乗っかって移住決めました!（『Nemuki+』2021年7月号[1] - 2022年3月号）
- 3日に1回はユーレイ視る人の怖い話（『HONKOWA』2025年5月号[2] - ）

## メディア出演
- 「最恐!怪談夜話」（NHK BS、2009年 ・2010年）
- 「しょこリータ・ホラリータナイト・怪談師決定戦」（テレビ東京、2009年）
- 「王様のブランチ」 （TBS、2010年）
- 「あっ!とおどろく放送局」（インターネットテレビ）